# Extrafarma
Extrafarma é uma empresa de distribuição e comércio de produtos farmacêuticos pertencente a Pague Menos. A empresa está entre as 10 maiores redes de farmácias do Brasil, com lojas nas Regiões Norte e Nordeste.

## História
Pedro de Castro Lazera fundou em 2 de Dezembro de 1960 a Imifarma, inicialmente focada no mercado de distribuição de medicamentos.
Na década de 1990, a Imifarma passou a operar no mercado de varejo por meio de rede própria de farmácias sob o nome Extrafarma. A rede de lojas começou em Belém e expandiu-se para outras áreas do Pará e para os estados de Amapá, Maranhão, Ceará, Piauí e Rio Grande do Norte.
Em setembro de 2013, a Extrafarma foi adquirida pelo Ultra por 1 bilhão de reais. Com a aquisição, o Ultra entrou no setor de varejo farmacêutico e fez da Extrafarma seu terceiro negócio de distribuição e varejo especializado, ao lado de Ipiranga e Ultragaz.
Com a aquisição, o processo de expansão da Extrafarma passaou a ser beneficiado por maior acesso a capital e pela oportunidade de abertura de farmácias dentro de postos de gasolina Ipiranga e revendas Ultragaz.
A Extrafarma possui mais de 254 lojas nas regiões Norte, Nordeste e Sudeste do Brasil e em 2015 teve um faturamento anual estimado em 1,4 bilhão de reais.

## Venda
Em maio de 2021, o Grupo Pague Menos fez uma oferta pela Extrafarma por R$ 700 milhões. A Extrafarma faz parte das empresas do Grupo Ultra e engloba as 10 maiores redes de farmácias do Brasil, com cerca de 400 lojas em 10 estados, distribuídas no Norte e no Nordeste do país. O CADE deve avaliar a venda no dia 22 de junho de 2022, quando dará parecer da venda, a Ultrapar se mostrou preocupada quanto a venda não ser consumada, apesar da Superintendência do órgão ter recomendado a aprovação previamente. O Grupo Drogaria Pacheco São Paulo (DPSP) participará do ato de concentração como parte interessada no processo.
A compra foi aprovada em junho e concluída em agosto de 2022 por R$ 737 milhões, com isso o Grupo Pague Menos se torna a segunda maior rede de farmácias do Brasil, atrás apenas da RaiaDrogasil.

## Prêmios
Prêmio ADVB-PA - Associação dos Dirigentes de Vendas e Marketing do Brasil: Prêmio Top Empresa Socioambiental, 2012.